# Tscherneschtschyna (Krasnohrad)
Tscherneschtschyna (ukrainisch Чернещина; russisch Чернещина Tscherneschtschina) ist ein Dorf im Südwesten der ukrainischen Oblast Charkiw mit etwa 910 Einwohnern (2024).
Das 1750 gegründete Dorf liegt nahe der Grenze zur Oblast Poltawa auf einer Höhe von 88 m am rechten Ufer des Ortschyk, eines 108 km langen, rechten Nebenflusses des Oril, 20 km nordwestlich vom ehemaligen Rajonzentrum Satschepyliwka und 130 km südwestlich vom Oblastzentrum Charkiw.
Am 12. Juni 2020 wurde das Dorf ein Teil der Siedlungsgemeinde Satschepyliwka, bis dahin bildete es zusammen mit den Dörfern Nowoseliwka (Новоселівка) und Pysmakiwka (Письмаківка) die gleichnamige Landratsgemeinde Tscherneschtschyna (Чернещинська сільська рада / Tscherneschtschynska silak rada) im Nordwesten des Rajons Satschepyliwka.
Am 17. Juli 2020 kam es im Zuge einer großen Rajonsreform zum Anschluss des Rajonsgebietes an den Rajon Krasnohrad.